# بيتر رايت (ممثل)
بيتر رايت (بالإنجليزية: Angus Wright)‏ هو ممثل أمريكي، ولد في 11 نوفمبر 1964 في الولايات المتحدة.

## أعمال

### أفلام
- (2005) مملكة السماء[1][2]
- (2016)  قصة من حرب النجوم[3]

## وصلات خارجية
- بيتر رايت على موقع IMDb (الإنجليزية)
- بيتر رايت على موقع ألو سيني (الفرنسية)
- بيتر رايت على موقع ميوزك برينز (الإنجليزية)
- بيتر رايت على موقع أول موفي (الإنجليزية)
- بيتر رايت على موقع قاعدة بيانات برودواي على الإنترنت (الإنجليزية)
- بيتر رايت على موقع قاعدة بيانات الأفلام السويدية (السويدية)
- بيتر رايت على موقع قاعدة بيانات الفيلم (الإنجليزية)
- بيتر رايت على موقع كينوبويسك (الروسية)